# Cirauqui
Cirauqui (baskisch Zirauki) ist eine Gemeinde und ein Dorf am Jakobsweg in der spanischen Region Navarra. Der Name kommt aus dem Baskischen und bedeutet „Kreuzotternnest“, was wohl auf die Vorbewohner des Hügels anspielt, auf dem Cirauqui liegt.
Das Dorf verfügt über einen geschlossenen mittelalterlichen Kern und wird von der sehenswerten romanischen Kirche San Roman gekrönt. Am Ausgang des Dorfes sind ein Stück römische Fernstraße sowie eine römische Brücke erhalten.